# Microregione di Ivaiporã
Ivaiporã è una microregione del Paraná in Brasile, appartenente alla mesoregione di Norte Central Paranaense.

## Comuni
È suddivisa in 15 comuni:
- Arapuã
- Ariranha do Ivaí
- Cândido de Abreu
- Godoy Moreira
- Grandes Rios
- Ivaiporã
- Jardim Alegre
- Lidianópolis
- Lunardelli
- Manoel Ribas
- Nova Tebas
- Rio Branco do Ivaí
- Rosário do Ivaí
- São João do Ivaí
- São Pedro do Ivaí